# Phong Mỹ, Đồng Tháp
Phong Mỹ là một xã thuộc tỉnh Đồng Tháp, Việt Nam.

## Địa lý
Xã Phong Mỹ có vị trí địa lý:
- Phía đông giáp xã Phương Thịnh.
- Phía tây giáp tỉnh An Giang và xã Bình Thành.
- Phía nam giáp phường Mỹ Ngãi.
- Phía bắc giáp xã Phú Cường.

Xã có diện tích 78,58 km², dân số năm 2025 là 31.182 người, mật độ dân số đạt 396 người/km².

## Lịch sử
Sau năm 1975, Phong Mỹ là một xã thuộc huyện Cao Lãnh.
Ngày 5 tháng 1 năm 1981, Hội đồng Chính phủ ban hành Quyết định 4-CP về việc chia huyện Cao Lãnh thành hai huyện lấy tên là huyện Cao Lãnh và huyện Tháp Mười. Xã Phong Mỹ thuộc huyện Cao Lãnh.
Ngày 23 tháng 2 năm 1983, Hội đồng Bộ trưởng ban hành Quyết định 13-HĐBT về việc thành lập thị xã Cao Lãnh trên cơ sở điều chỉnh một phần diện tích và dân số của huyện Cao Lãnh. Xã Phong Mỹ thuộc huyện Cao Lãnh.
Ngày 16 tháng 2 năm 1987, Hội đồng Bộ trưởng Quyết định 36-HĐBT về việc tách một phần ấp 5 của xã Phong Mỹ, huyện Cao Lãnh để sáp nhập vào thị xã Cao Lãnh quản lý.
Ngày 16 tháng 6 năm 2025, Ủy ban Thường vụ Quốc hội ban hành Nghị quyết số 1663/NQ-UBTVQH15 về việc sắp xếp các đơn vị hành chính cấp xã của tỉnh Đồng Tháp năm 2025. Theo đó, sắp xếp toàn bộ diện tích tự nhiên, quy mô dân số của xã Phong Mỹ và một phần diện tích tự nhiên, quy mô dân số của xã Gáo Giồng thành xã mới có tên gọi là xã Phong Mỹ.
Sau khi sáp nhập, xã Phong Mỹ có 78,58 km² diện tích tự nhiên và dân số 31.182 người.